# Pseudbarydia cladonia
Pseudbarydia cladonia là một loài bướm đêm trong họ Noctuidae.